# Ingrid Persson
Ingrid Persson (* um 1931, geborene Ingrid Dahlberg) ist eine ehemalige schwedische Badmintonspielerin. 

## Karriere
Ingrid Dahlberg gewann nach mehreren Juniorentiteln 1954 ihren ersten nationalen Titel bei den Erwachsenen. Vier weitere folgten bis 1961. 1958 gewann sie die French Open, 1960 die Swedish Open.

## Sportliche Erfolge
| Saison    | Veranstaltung                     | Disziplin   | Platz | Name                                                      |
| --------- | --------------------------------- | ----------- | ----- | --------------------------------------------------------- |
| 1948/1949 | Schweden: Einzelmeisterschaft U19 | Mixed       | 1     | Berndt Dahlberg / Ingrid Dahlberg (Halmstad BK)           |
| 1948/1949 | Schweden: Einzelmeisterschaft U19 | Dameneinzel | 1     | Ingrid Dahlberg (Halmstad BK)                             |
| 1949/1950 | Schweden: Einzelmeisterschaft U19 | Dameneinzel | 1     | Ingrid Dahlberg (Halmstad BK)                             |
| 1949/1950 | Schweden: Einzelmeisterschaft U19 | Damendoppel | 1     | Ingrid Dahlberg / Siv Pettersson (Halmstad BK / ÖIS)      |
| 1953/1954 | Schweden: Einzelmeisterschaft     | Damendoppel | 1     | Ingrid Dahlberg / Thyra Hedvall (SBK)                     |
| 1956/1957 | Schweden: Einzelmeisterschaft     | Mixed       | 1     | Berndt Dahlberg / Ingrid Dahlberg                         |
| 1957/1958 | Schweden: Einzelmeisterschaft     | Damendoppel | 1     | Ingrid Dahlberg / Berit Olsson (SBK / BK Aura)            |
| 1958      | French Open                       | Mixed       | 1     | Rolf Olsson / Ingrid Dahlberg                             |
| 1958/1959 | Schweden: Einzelmeisterschaft     | Damendoppel | 1     | Ingrid Dahlberg / Berit Olsson (SBKBK Aura)               |
| 1960      | Swedish Open                      | Damendoppel | 1     | Ingrid Dahlberg / Berit Olsson                            |
| 1960/1961 | Schweden: Einzelmeisterschaft     | Damendoppel | 1     | Berit Olsson / Ingrid Persson (BK Aura / SBK)             |
| 1967/1968 | Schweden: Einzelmeisterschaft O35 | Mixed       | 1     | Kjell Persson / Ingrid Persson (BK Aura / IFK Lidingö)    |
| 1967/1968 | Schweden: Einzelmeisterschaft O35 | Damendoppel | 1     | Anne-Marie Magnusson / Ingrid Persson (IFK Lidingö / SBK) |
| 1968/1969 | Schweden: Einzelmeisterschaft O35 | Mixed       | 1     | Berndt Dahlberg / Ingrid Persson (MAI / SBK)              |
| 1969/1970 | Schweden: Einzelmeisterschaft O35 | Mixed       | 1     | Berndt Dahlberg / Ingrid Persson (MAI / Spårvägen)        |
| 1970/1971 | Schweden: Einzelmeisterschaft O35 | Mixed       | 1     | Berndt Dahlberg / Ingrid Persson (MAI / Spårvägen)        |
| 1971/1972 | Schweden: Einzelmeisterschaft O35 | Mixed       | 1     | Berndt Dahlberg / Ingrid Persson (MAI / Spårvägen)        |
| 1972/1973 | Schweden: Einzelmeisterschaft O35 | Mixed       | 1     | Berndt Dahlberg / Ingrid Persson (MAI / Södertälje BK)    |
| 1973/1974 | Schweden: Einzelmeisterschaft O35 | Mixed       | 1     | Berndt Dahlberg / Ingrid Persson (MAI / Södertälje BK)    |